# Canelles (Gerona)
Canelles es una localidad española del municipio de Navata, perteneciente a la provincia de Gerona, en la comunidad autónoma de Cataluña.

## Toponimia
El nombre del lugar puede encontrarse referido con las grafías Canellas y Canelles.

## Historia
Hacia mediados del siglo XIX, el lugar, por entonces con ayuntamiento propio, tenía contabilizada una población de 104 habitantes. La localidad aparece descrita en el quinto volumen del Diccionario geográfico-estadístico-histórico de España y sus posesiones de Ultramar de Pascual Madoz de la siguiente manera:

CANELLAS: l. con ayunt. de la prov. y dióc. de Gerona (3 1/2 leg.), part. jud. de Figueras (1 1/2), aud. terr. y c. g. de Barcelona (17): sit. en llano, muy inmediato al r. Fluvia; le combaten generalmente los vientos del N. y su clima es sano. Tiene 14 casas; una igl. parr. (San Esteban), aneja de la del l. de Romaña; una fuente de aguas buenas para el surtido del vecindario, y otras varias en el term. que confina N. Navata (1 leg.); E. Ordís (1); S. Romaña (1/2), y O. Espinavesa (1/2). El terreno es todo llano y fértil; le baña en parte el mencionado r. Fluvia, cuyo beneficio constituye la bondad y abundancia de sus frutos. caminos: locales y de herradura, y la carretera que conduce de Figueras á Olot; todos se hallan en mal estado. El correo se recibe en Figueras á donde pasan los interesados á recogerlo. prod.: trigo, vino, aceite, legumbres y abundantes frutas y hortalizas. Cria ganado lanar, mular y vacuno, caza de conejos, liebres y perdices, y pesca de anguilas y barbos en el r. ind.: un molino de harina y varios de aceite. comercio: la esportacion al mercado de Figueras de los frutos sobrantes. pobl.: 10 vec. 104 alm. cap. prod.: 998,400. imp.: 24,960 rs.
(Madoz, 1846, p. 447)

En la actualidad pertenece al municipio de Navata. En 2022, el núcleo de población tenía empadronados 7 habitantes.

## Patrimonio
En el lugar hay una iglesia bajo la advocación de San Esteban.